# Токаревка (Веселиновский район)
Токаревка (укр. Токарівка, до 2016 г. — Кудрявцевка) — посёлок в Веселиновском районе Николаевской области Украины.

## История
Основано в 1910 году.
Во время Великой Отечественной войны в 1941 - 1943 гг. селение находилось под немецкой оккупацией.
В январе 1989 года численность населения составляла 2159 человек, по данным переписи 2001 года - 2152 человека. По состоянию на 1 января 2013 года численность населения составляла 2064 человек.

## Местный совет
57030, Николаевская обл., Веселиновский р-н, пгт Токаревка, ул. Ленина, 33